# Петровка-Роменская
Петровка-Роменская (укр. Петрівка-Роменська) — село,
Петровско-Роменский сельский совет,
Гадячский район,
Полтавская область,
Украина.
Код КОАТУУ — 5320485201. Население по переписи 2001 года составляло 2721 человек.
Является административным центром Петровско-Роменского сельского совета, в который, кроме того, входят сёла
Балясное и
Венеславовка.

## Географическое положение
Село Петровка-Роменская находится на берегу реки Хорол,
выше по течению примыкает село Сергеевка,
ниже по течению на расстоянии в 2 км расположено село Балясное.
По селу протекает пересыхающий ручей.
Река в этом месте извилистая, образует лиманы, старицы и заболоченные озёра.
Рядом проходят автомобильная дорога Т-1705 и
железная дорога, станция Венеславовка.

## История
- 1625 — дата основания как село Петровка.
- XIX век — сел Петровка в составе Сергеевской волости Гадячского уезда Полтавской губернии[2].
- 1923 — село Петровка становиться центром Петровско-Роменского района.
- 1935 — переименовано в село Петровка-Роменская, а Петровско-Роменский район передан в Харьковскую область.
- 1957 — Петровско-Роменский район расформирован.

## Экономика
- Петровско Роменский кирпичный завод.
- ООО АПК «Хлебороб».

## Объекты социальной сферы
- Детский сад.
- Школа.
- Фельдшерско-акушерский пункт.
- Больница.
- Клуб «Нафтовик».

## Достопримечательности
- Братская могила советских воинов.

## Известные жители и уроженцы
- Коваленко, Иван Маркович (1925—2004) — Герой Социалистического Труда.
- Чирвон, Михаил Анисимович (1932—1989) — Герой Социалистического Труда.